# Askia Jones
Askia Rahman Jones (Filadelfia, Pensilvania, 3 de diciembre de 1971) es un exjugador de baloncesto estadounidense nacionalizado venezolano, que disputó una temporada en la NBA, transcurriendo el resto de su carrera en ligas menores de su país, y en equipos de Asia, América y de Europa. Con 1,96 metros de estatura, jugaba en la posición de escolta. Es hijo del también exjugador Wali Jones.

## Trayectoria deportiva

### Universidad
Jugó durante cuatro temporadas con los Wildcats de la Universidad Estatal de Kansas, en las que promedió 14,8 puntos, 3,7 rebotes y 2,2 asistencias por partido. En su última temporada fue incluido en el segundo mejor quinteto de la Big Eight Conference.
Anotó 62 puntos ante Fresno State en los cuartos de final del NIT de 1994, la segunda mayor anotación en un partido de postemporada en la historia del baloncesto universitario. Los 14 triples que anotó constituyen a su vez un récord universitario, siendo logrados en tan solo 28 minutos de juego.

### Profesional
Tras no ser elegido en el Draft de la NBA de 1994, fichó como agente libre por los Minnesota Timberwolves, con los que disputó 11 partidos, en los que promedió 4,1 puntos y 1,5 asistencias.
Jugó posteriormente en ligas menores de su país, en Portugal, Indonesia y en Brasil. En 1997 fichó por los Polluelos de Aibonito de la liga de Puerto Rico, pero solo jugó un partido, en el que consiguió 15 puntos y 8 rebotes. Esa temporada comenzó a jugar con los Guaiqueríes de Margarita venezolano, con los que conquistó el título de liga en su primer año, derrotando en las finales a los Cocodrilos de Caracas, en una fase final que tuvo como MVP al compañero de Jones, Piculín Ortiz.
Combinó su participación con los Guaiqueríes de Margarita con otros equipos de otras latitudes con los que poder compaginar fechas, y así jugó en Apollon Limassol BC, en el Flamengo y en 1999 fichó por el Joventut Badalona español, de la liga ACB, sustituyendo al lesionado Serguei Babkov. Allí jugó una temporada en la que promedió 14,7 puntos y 3,8 rebotes por partido.
Al año siguiente fichó por el Club Baloncesto Villa Los Barrios de la liga LEB Oro, donde entró por Steve Turner, pero fue sustituido tras un único partido por Oleg Lebedev, para posteriormente jugar una temporada en Filipinas y terminas su carrera jugando ocho temporadas en diferentes equipos venezolanos, país en el cual se nacionalizó.

### Selección nacional
Tras nacionalizarse venezolano, jugó con la selección de aquel país el Campeonato FIBA Américas de 2005, donde consiguieron la medalla de bronce. Jones promedió 4,3 puntos por partido.

## Estadísticas de su carrera en la NBA

### Temporada regular
| Temporada | Edad | Equipo                 | Liga | Pos. | P  | TIT | MIN  | TC  | TCA | %TC  | 3P  | 3PA | %3P  | 2P  | 2PA | %2P  | TL  | TLA | %TL  | R.OF. | R.DEF. | REB | ASIS | ROB | TAP | PER | FP  | PTS |
| 1994-95   | 23   | Minnesota Timberwolves | NBA  | SG   | 11 | 0   | 12.6 | 1.4 | 4.0 | .341 | 0.2 | 1.1 | .167 | 1.2 | 2.9 | .406 | 1.2 | 1.5 | .813 | 0.5   | 0.5    | 1.0 | 1.5  | 0.5 | 0.0 | 0.8 | 1.7 | 4.1 |
| Total     |      |                        | NBA  |      | 11 | 0   | 12.6 | 1.4 | 4.0 | .341 | 0.2 | 1.1 | .167 | 1.2 | 2.9 | .406 | 1.2 | 1.5 | .813 | 0.5   | 0.5    | 1.0 | 1.5  | 0.5 | 0.0 | 0.8 | 1.7 | 4.1 |